# Célestine Ouezzin Coulibaly
Célestine Ouezzin Coulibaly, née en 1914 et morte en 1997 en Côte d'Ivoire, est une femme politique burkinabé qui participa activement à la lutte pour l'indépendance de la Haute-Volta et occupa des responsabilités politiques après celle-ci. Elle est la première femme ministre et première femme députée de la Haute-Volta, actuel Burkina Faso.

## Biographie

### Etudes et enfance
Célestine Ouezzin Coulibaly, dont le nom de naissance est Macoucou Traoré, naît en 1914 en Côte-d'Ivoire. Son père, Balla Traoré, est chef du canton de Sindouh et sa mère est Djima Sanogo. Il est polygame et Macoucou grandit dans une famille de 39 enfants, nés de 21 femmes. Elle suit des études et devient institutrice. 
En 1930, elle épouse Daniel Ouezzin Coulibaly, avec qui elle se convertit au christianisme et se fait baptiser en 1931. À cette occasion, elle change son prénom et prend ceux de Célestine Marie Marthe. 

### Carrière politique
Son époux est, avec Félix Houphouët-Boigny, l'un des membres fondateurs du Rassemblement démocratique africain, au sein duquel elle tient un rôle important. Elle est tout d'abord responsable de la section féminine en Côte d'Ivoire puis en Haute-Volta avant d'être, en 1948, secrétaire générale de la section féminine pour cette fédération de partis politiques. 
En décembre 1949, elle est désignée par ses consœurs pour se rendre à Pékin, au congrès de la Fédération démocratique internationale des femmes (FDIF). Le 24 décembre de la même année, elle fait partie des têtes de file de la marche des femmes de Grand Bassam organisée pour réclamer la libération de membres du RDA emprisonnés par l'administration coloniale française. En plus, elle participe à  l'organisation du comité féminin du RDA à Abidjan.   
Après l'indépendance de la Haute-Volta, durant la période du Conseil du gouvernement, en 1958, elle est ministre des Affaires sociales, de l’Habitat et du Travail, et ce juste après la mort de son époux, qui était déjà membre de ce conseil ; à ce titre, elle est la première femme ministre de son pays. Puis, de 1959 à 1961, elle est élue au Sénat de la Communauté française pour y représenter la Haute-Volta. Enfin de 1959 à 1965, elle est la première femme parlementaire de son pays.
Elle meurt en Côte d'Ivoire en 1997.